# 배은희 (1959년)
배은희(裵恩姬, 1959년 7월 19일 ~ 2014년 10월 6일)는 대한민국의 생물학자 출신 벤처기업가이자 한나라당 소속의 제18대 국회의원(비례대표)이다.

## 학력
동명여자고등학교, 서울대학교 미생물학과를 졸업하고 1992년에 뉴욕 주립대학교 대학원에서 이학 박사학위를 취득했다.

## 이력
한국과학기술연구원(KIST)에서 선임연구원으로 재직하다가 2000년에 바이오 벤처기업인 '리젠바이오텍'을 설립했고 이 후 2007년 대선 때 한나라당 중앙선대위 미래신산업분야 위원장으로 발탁되었다. 2008년에 제18대 비례대표 국회의원으로 당선되었고, 2010년 8월에는 한나라당 대변인에 임명되었다.
2013년 3월 한국바이오협회 신임 회장으로 취임했다.
백혈병과 간암으로 투병하다가 2014년 10월 6일 별세했다. 향년 56세

## 역대 선거 결과
|  | 37.48% |

|  | 33.23% |